# ВІПома
ВІПома (синдром Вернера — Моррісона, панкреатична діарея) — це гормонально активна пухлина, що походить з острівцевих (не бета) клітин підшлункової залози та продукує вазоактивний інтестинальний пептид (ВІП).
ВІПома є рідкісним захворюванням, що діагностується з частотою 1 на 10 млн населення. Вперше ВІПома описана в 1958 році дослідниками Verner JV та Morrison AB.

## Симптоми
ВІПома є причиною профузних діарей (750–1000 мл/день), що призводить до дегідратації, гіпокаліємії, ахлоргідрії (WDHA-синдром). Також ВІПома може призводити до розвитку ацидозу, вазодилятації, гіперкальциємії та гіпергліцемії.
Крім діареї можуть спостерігатись інші шлунково-кишкові розлади: нудота, блювання, абдомінальний біль.

## Діагностика
Визначення рівня ВІП плазми крові, КТ органів черевної порожнини.

## Лікування
Проводиться корекція електролітних порушень, що виникли внаслідок діареї. Для усунення діареї призначаються аналоги соматостатину, що блокують дію ВІП. Після визначення локалізації ВІПоми проводиться оперативне лікування — видалення пухлини.
При наявності метастазів ВІПоми проводиться радіонуклідна терапія препаратами Lutetium-177 або Yttrium-90, що є бета-частинками, зв'язаними з аналогами соматостатину.

## Прогноз
ВІПома виліковна в 30-50% випадків при хірургічному лікуванні. В інших випадках може спостерігатись метастазування, що значно погіршує прогноз для пацієнтів.